# Thülen
Thülen ist ein Ortsteil der Mittelstadt Brilon im Hochsauerlandkreis im Osten von Nordrhein-Westfalen und liegt am Rande des Naturparks Diemelsee auf 450 m ü. NN bis 500 m ü. NN. Thülen hatte im Dezember 2021 965 Einwohner.

## Geographie

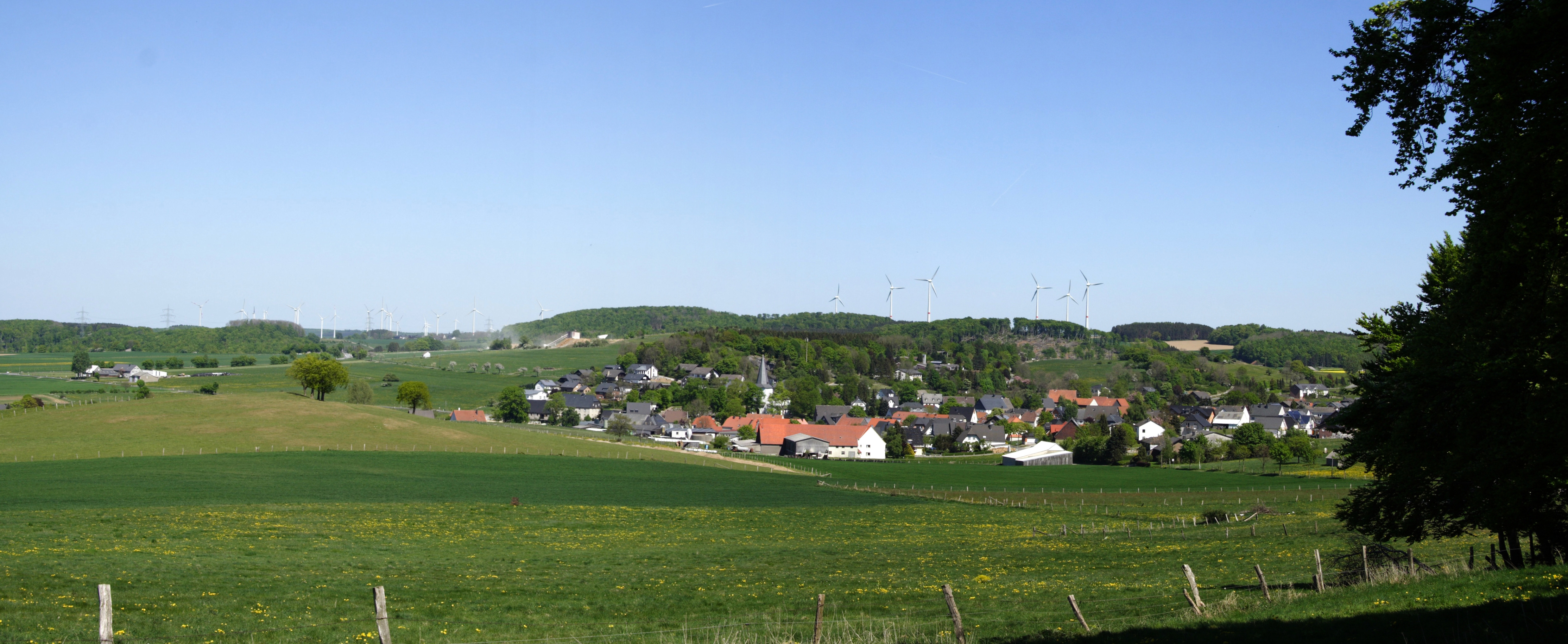
Ortsansicht Thülen

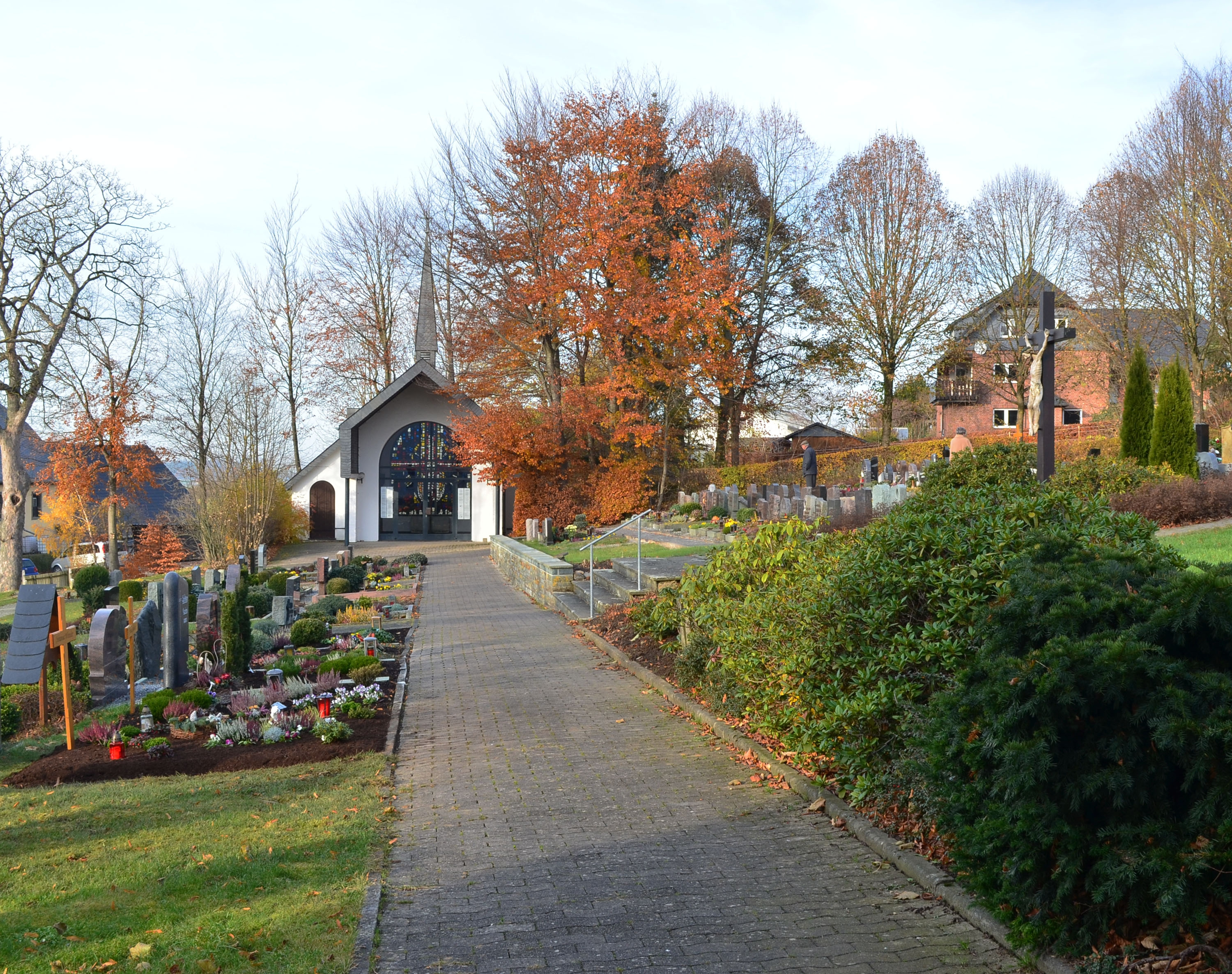
Friedhof mit Einsegnungshalle

Thülen liegt im Hochsauerlandkreis nordöstlich von Brilon in den Briloner Höhen, nördlich der Alten Heeresstraße.
Nachbarorte von Thülen sind Brilon, Nehden, Radlinghausen, Rösenbeck, Messinghausen, Hoppecke und Wülfte.
Durch Thülen fließt die Schwelge.

## Geschichte
Die Gründung Thülens geht zunächst auf eine Kapelle, dessen Patron der heilige Dionysius ist, auf Corvey zurück. 1096 wurde dann die Pfarrkirche St. Dionysius erbaut; diese wird aber erst 1175 urkundlich erwähnt. Das Dorf wird 1183 in einer Urkunde „Tulon“ genannt. Anfangs war Kloster Corvey Grundherr, das von Kloster Bredelar und einheimischen Adelsfamilien, darunter die von Thülen, abgelöst wurde. Im 16. Jahrhundert beerbten die von Meschede zu Alme die von Thülen. Vom 19. Jahrhundert bis zum Jahre 1975 war Thülen Namensgeber und Sitz des ehemaligen Amtes Thülen, dem die meisten heutigen Ortsteile Brilons angehörten.
Im November 1944 wurde eine Einheit der Waffen-SS nach Thülen verlegt. Wegen versuchter Fahnenflucht wurden am 11. November 1944 zwei Soldaten dieser Einheit außerhalb des Dorfes auf freiem Feld erschossen. Vorher mussten diese ihre Gräber selbst ausheben. Einige Wochen später wurden beide auf dem Dorffriedhof bestattet. Die Waffen-SS-Einheit wurde im Dezember 44 an die Westfront verlegt, um an der Ardennenoffensive teilzunehmen. Im März 1945 verlegte man eine Polizeieinheit aus linksrheinischem Gebiet ins Dorf. Als am 29. März der Anmarsch von Truppen der US-Army gemeldet wurde, rückte die Polizeieinheit ab. Der Küster Johann Nölle hisste nun eine weiße Fahne am Kirchturm. Kampflos durchfuhren Fahrzeugkolonnen mit Panzern das Dorf Richtung Nehden. Abends quartierte sich eine US-Einheit im Dorf ein. Es kam zu Plünderungen von Alkohol, Schmuck, Uhren und anderen Wertgegenständen. In den folgenden Tagen durchfuhren weitere Einheiten mit Panzern das Dorf. Thülener nahmen kurz darauf an Plünderungen der deutschen Depots in Brilon und Bredelar teil. Es kam zu Überfällen von ehemaligen Gefangenen auf abseits gelegene Höfe. Bei einem Überfall am 2. April wurde ein Bauer von einem Russen erschossen. In der Mädchenschule wurden zeitweise 50 ehemalige Gefangene aus Polen untergebracht.
Im Zweiten Weltkrieg fielen 31 Thülener als Soldaten, davon 27 an der Ostfront.
Am 1. Januar 1975 wurde der Ort nach Brilon eingemeindet.

## Politik

### Ortsvorsteher
Derzeitiger Ortsvorsteher ist Johannes Becker.

### Wappen
|  | Blasonierung: In Gold ein steigendes rotes Einhorn mit aufrecht gestelltem Schweif. Beschreibung: Von den verschiedenen Wappen, die das Geschlecht von Thülen führte, nahm die Gemeinde das steigende Einhorn in ihr Wappen auf. Die amtliche Genehmigung erfolgte am 12. August 1954. |

## Kultur und Sehenswürdigkeiten

### Pfarrkirche St. Dionysius

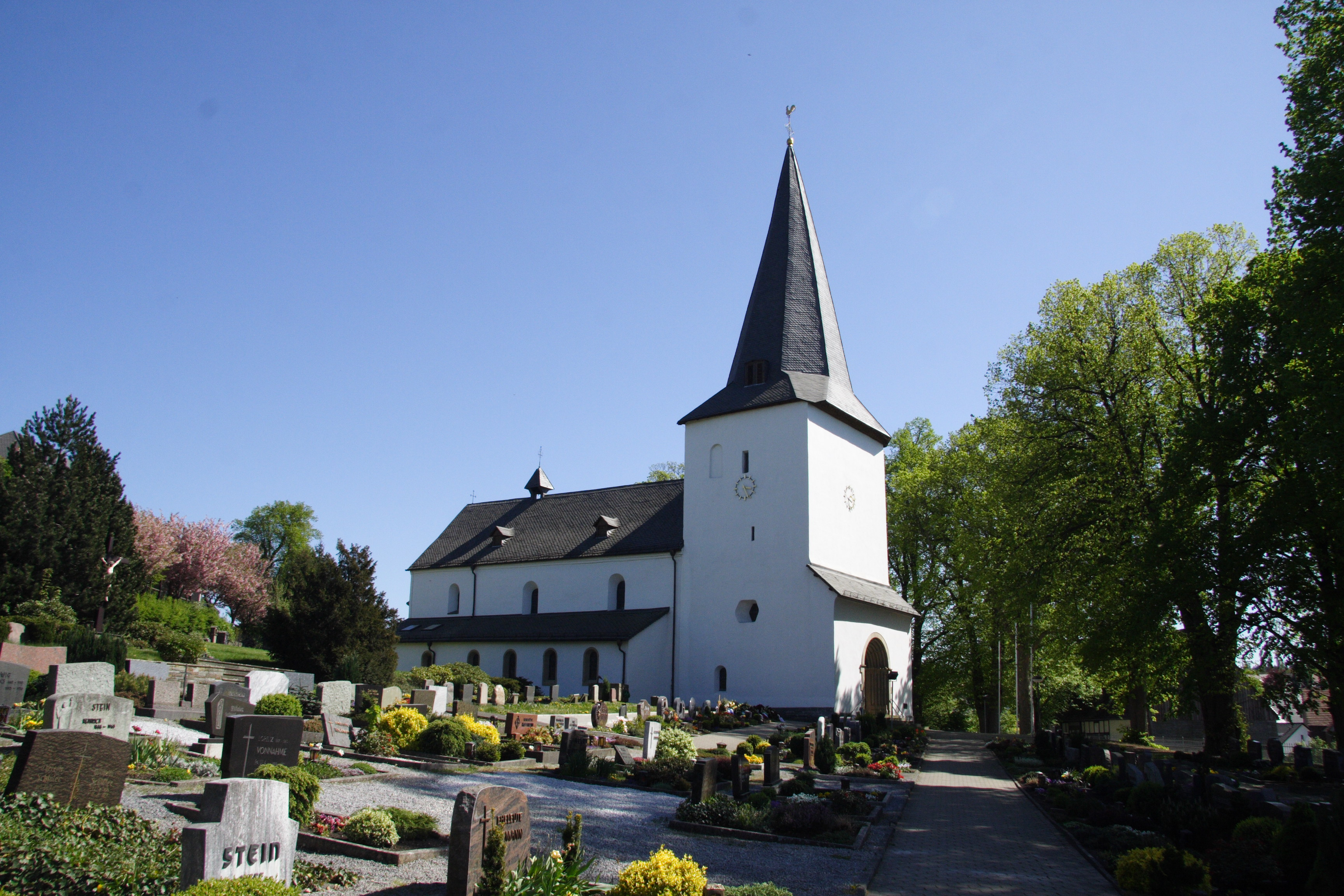
Nordseite der Pfarrkirche

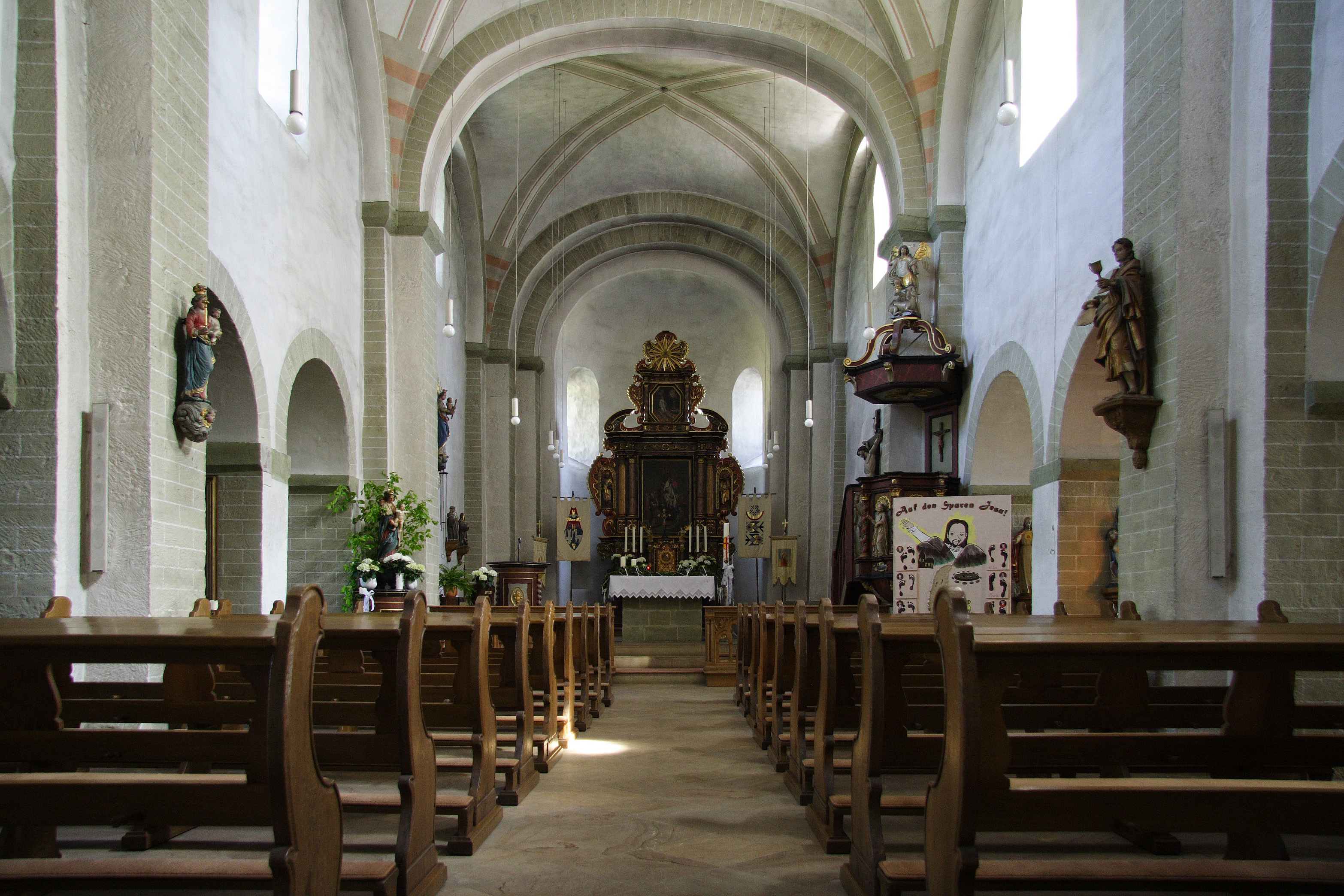
Innenansicht der Pfarrkirche

Die Pfarrkirche Thülens ist eine Pfeilerbasilika und wurde bereits 1175 erwähnt und ist somit die älteste Kirche im Raum Brilon; ihre Entstehung ist aber schon früher datiert. Im 13. Jahrhundert wurde der Turm angefügt. In den Jahren 1975 bis 1977 wurde die Kirche aufwändig restauriert. Im Jahre 1999 wurde die Fassade erneut restauriert und im Jahr 2011 wurden Innenraum, Beleuchtungs- und Beschallungsanlage der Pfarrkirche modernisiert. Der Haupteingang befindet sich im Westen am Turm. Ein Nebeneingang befindet sich im Süden. Im Turm befinden sich fünf Glocken; vier davon sind mechanisch läutbar. Eine weitere Glocke, die zur Wandlung geläutet wird, befindet sich im Dachreiter.
Zum Pastoralverbund Thülen gehören noch Alme, Bontkirchen, Hoppecke, Madfeld, Messinghausen, Rösenbeck und Thülen, sowie Nehden und Radlinghausen.

### Kriegerehrenmal
Das Kriegerehrenmal befindet sich in der Mitte des Dorfes an der Bruchhausenstraße. Einst stand es im alten Pfarrkomplex südöstlich der Kirche. Im Jahr 2007 wurde ein neues Kriegerehrenmal errichtet, da an dem alten Risse zu erkennen waren. Am 28. Oktober 2007 wurde es eingeweiht. Die Marien-Statue des alten Ehrenmals wurde auf dem Friedhof aufgestellt.

### Sonstige
- Pauline-von-Mallinckrodt-Kindergarten
- Schwestern-Altenheim mit eigenem, dazugehörigem Friedhof und einer Kapelle, geleitet von den Schwestern der Christlichen Liebe
- Grundschule Thülen
- Keffelke Kapelle, südwestlich von Thülen (an der Bundesstraße 7 in Richtung Brilon)

## Verkehr
Von Thülen fahren Busse nach Brilon, Paderborn, Bad Wünnenberg, Alme, Nehden, Rösenbeck und Madfeld. In Brilon sind Anschlüsse an weitere Orte möglich. Die nächsten Bahnhöfe befinden sich in Brilon-Wald, Brilon und Bredelar und der nächste Flughafen ist der Flughafen Paderborn/Lippstadt.

## Flugplatz Brilon/Hochsauerland
Der Flugplatz Brilon/Hochsauerland liegt südlich von Thülen an der Straße nach Hoppecke. Von hier aus sind Rundflüge über Brilon und Umgebung, Fallschirmsprünge u. ä. möglich.

## Grundschule Thülen
Oberhalb der Kirche liegt die Thülener Grundschule mit der Turnhalle. Die Grundschule wurde von 1951 bis 1953 erbaut. Davor gab es eine Mädchenschule unterhalb der Kirche und eine Jungenschule neben dem Friedhof. Die beiden ehemaligen Schulen wurden in den 1970er-Jahren abgerissen; an der Stelle der Jungenschule ist heute ein Parkplatz für die Friedhofsbesucher und etwas weiter oben befindet sich die 1974 erbaute Leichenhalle. Seit dem Schuljahr 2006/2007 ist Thülen keine eigenständige Grundschule mehr; es gibt seitdem die Verbundschule Alme-Madfeld-Thülen. Ihr Hauptort ist Thülen. Die angrenzende Turnhalle wurde 1982 erbaut. Sie wird auch außerhalb des Schulsports für Fußball, Badminton, Kinderturnen, Mutter-Kind-Turnen, Seniorensport usw. genutzt.

## Vereine des Dorfes
- Sportverein Thülen 1920 e. V.
- Musikverein Thülen 1904 e. V.
- MGV Cäcilia Thülen 1896 e. V.
- Kameradschaft ehemaliger Soldaten Thülen-Radlinghausen 1897
- Sankt Hubertus Schützenbruderschaft 1826 e. V.
- Katholische Frauengemeinschaft Thülen
- Karnevalsvereinigung Thülen
- Freiwillige Feuerwehr Brilon – Löschgruppe Thülen 1912
- Kleinkaliberschießverein Thülen 1926 e. V.
- Heimat- und Verkehrsverein e. V.